# 28 mars 1957
Le jeudi 28 mars 1957 est le 87e jour de l'année 1957.

## Naissances
- Éric de Caumont, avocat français
- Adrian Lukis, acteur britannique
- Gary Willis, bassiste américain
- Harvey Glance, athlète américain
- Inés Ayala Sender, députée européenne espagnole
- Isabelle Mercier, auteure de bande dessinée française
- John Anderson, joueur de hockey canadien (dans la LNH de 1977 à 1989) et entraîneur
- Paul Eiding, acteur américain

## Décès
- Christopher Morley (né le 5 mai 1890), écrivain américain
- Gheorghe Tătărescu (né le 2 novembre 1886), personnalité politique roumaine
- Jack Butler Yeats (né le 29 août 1871), artiste irlandais
- René Fontenelle (né le 3 décembre 1894), prélat catholique